# Sport Club Corinthians Alagoano
Sport Club Corinthians Alagoano är en brasiliansk fotbollsklubb. Den brasilianske fotbollsspelaren Ailton Almeida spelade 2003 för klubben. Även den portugisiska stjärnan Deco och Carlos Tevez har spelat för klubben.